# Maurice Mewis
Maurice Mewis (Antwerpen, 16 september 1929 – aldaar, 22 februari 2017) was een Belgisch worstelaar, gespecialiseerd in de Grieks-Romeinse stijl. Hij nam viermaal deel aan de Olympische Spelen, maar behaalde daarbij geen medaille.

## Carrière
Mewis begon in 1945 als 16-jarige te worstelen. In 1950 behaalde hij op de World Cup in Stockholm een zesde plaats. In 1951 versloeg hij in zijn eerste kamp op het wereldkampioenschap in Helsinki olympisch kampioen van 1948 Lennart Viitala.
In totaal nam Mewis vier keer deel aan de Olympische Spelen met wisselend succes. Een medaille heeft hij nooit mee naar huis genomen, maar na een zevende plaats in 1952 en 1956 en een tiende plaats in 1960, was het orgelpunt een vierde plaats op de [Olympische Spelen van 1964 in Tokio.
Mewis haalde in 1953 brons op de wereldkampioenschappen en in 1966 op de Europese kampioenschappen.
Mewis werd na zijn actieve carrière in 1967 bondscoach. In 1975 werd hij zelfs nog Belgisch kampioen.
Zijn broer Jef en zoon Julien waren eveneens worstelaar.

## Erelijst
- 1951: 4e WK in Helsinki - Grieks-Romeins tot 52kg
- 1952: 7e Olympische Spelen - Grieks-Romeins tot 52kg
- 1953:  WK in Napels - Grieks-Romeins tot 52kg
- 1956: 7e Olympische Spelen - Grieks-Romeins tot 52kg
- 1958: 4e WK - Grieks-Romeins tot 52kg
- 1960: 10e Olympische Spelen - Grieks-Romeins tot 52kg
- 1964: 4e Olympische Spelen - Grieks-Romeinse stijl tot 52kg
- 1966:  EK - Grieks-Romeins tot 52kg